# Trefeglwys
Trefeglwys är en community i Storbritannien.   Den ligger i kommunen Powys och riksdelen Wales, i den södra delen av landet, 260 km väster om huvudstaden London.